# Chances Are
Chances Are ist ein Reggae-Album von der jamaikanischen Reggaelegende Bob Marley und seiner Band, das von seiner Frau Rita Marley im Oktober 1981, wenige Monate nach Bob Marleys Tod, veröffentlicht wurde; Chances Are ist damit das erste posthume Album Marleys.

## Hintergrund
Alle Songs von Chances Are wurden in den Karriereanfängen Marleys zwischen 1968 und 1972 in Jamaika aufgenommen, sie wurden jedoch nie zuvor veröffentlicht (mit Ausnahme von Reggae on Broadway, einer früheren Single von Columbia Records). Marley wurde bei der Komposition der Songs durch Johnny Nash, zur Zeit der Aufnahmen ein weltbekannter Star, beeinflusst. Dies zeigt sich dadurch, dass Chances Are einen sanfteren Charakter hat als Marleys spätere Alben.

## Titelliste
1. Reggae On Broadway – 5:18
2. Gonna Get You – 3:16
3. Chances Are – 3:20
4. Soul Rebel – 3:53
5. Dance Do The Reggae – 4:35
6. Mellow Mood – 2:35
7. Stay With Me – 3:00
8. I’m Hurting Inside – 3:40

## Kommerzieller Erfolg

### Chartplatzierungen
| ChartsChartplatzierungen       | Höchstplatzierung | Wochen |
| ------------------------------ | ----------------- | ------ |
| Vereinigte Staaten (Billboard) | 117 (6 Wo.)       | 6      |

### Auszeichnungen für Musikverkäufe
| Land/Region       | Auszeichnungen für Musikverkäufe (Land/Region, Auszeichnung, Verkäufe) | Verkäufe |
| ----------------- | ---------------------------------------------------------------------- | -------- |
| Frankreich (SNEP) | Gold                                                                   | 100.000  |
| Insgesamt         | 1× Gold ·                                                              | 100.000  |

Hauptartikel: Bob Marley/Auszeichnungen für Musikverkäufe